# Лоренсо Батльє-і-Грау
Лоренсо Крістобаль Мануель Батльє-і-Грау (ісп. Lorenzo Cristóbal Manuel Batlle y Grau; 10 серпня 1810 — 8 травня 1887) — уругвайський політик, 8-й конституційний президент Уругваю.

## Біографія
Народився 1810 року в Монтевідео. Його батьками були підприємець Хосеп Батльє-і-Каррео, який приїхав до колоніального Монтевідео з Сіджаса, та Гертрудіс Грау-і-Фонт. Під час Травневої революції його батько підтримав владу, тому, коли іспанці були змушені евакуюватись з Монтевідео, родина Батльє емігрувала до Ріо-де-Жанейро. За часів правління Хосе Хервасіо Артігаса все їхнє майно було конфісковано, та частково повернуто лише після португальсько-бразильського вторгнення 1817 року.
Неспроможна відновити колишнє становище, родина виїхала до Барселони. Звідти Лоренсо виїхав для продовження освіти до французького Сореза, а завершив освіту в Мадриді. 1823 року він став свідком страти іспанського ліберала Рафаеля Рієго, яка, за його словами, сильно на нього вплинула. Він повернувся до Монтевідео лише 1831 року, щоб вступити у володіння рештками родинної власності.
1833 року вступив до лав армії. Під час громадянської війни воював на боці «Уряду оборони». У 1842—1846 роках був депутатом Палати представників від департаменту Монтевідео. Оскільки через громадянську війну, що тривала, було неможливо провести вибори для оновлення складу парламенту, Хоакін Суарес утворив Асамблею знаті для тих його членів, у кого завершився термін перебування на посаді, й 1846 року Батльє ввійшов до її складу. Наступного року він очолив міністерство армії та флоту. 1851 року отримав звання полковника.
Після громадянської війни впродовж короткого періоду Батльє був прибічником «політики фузіонізму» (злиття колишніх противників у єдину політичну силу), втім дуже швидко повернувся до лав партії «Колорадо». Коли 1853 року було повалено Хуана Франсіско Хіро, а країну очолив Урядовий тріумвірат — знову став міністром армії та флоту. Коли президентом став Венансіо Флорес, частина членів партії «Колорадо» створила «Консервативну партію», й 1855 року Флореса було повалено в результаті Революції консерваторів. Країну тимчасово очолив Луїс Ламас, а Батльє знову став міністром армії та флоту.
Габріель Антоніо Перейра, який став президентом 1856 року, намагався примирити ворожі фракції, тому запросив Батльє до своєї адміністрації, в результаті чого від березня 1856 до листопада 1857 року той обіймав посаду міністра фінансів, вийшовши у відставку після нових виступів консерваторів.
На деякий час Батльє пішов з політики, допоки 1865 року до влади в країні за підтримки Бразилії не прийшов Венансіо Флорес, в уряді якого Батльє знову став міністром армії та флоту.
1868 року Батльє обрали на пост президента країни. Його адміністрація цілком складалась із членів партії «Колорадо», через що 1870 року спалахнуло організоване Національною партією повстання, відоме як «Революція списів». Неспроможний упоратись з ситуацією, 1 березня 1872 року Батльє передав владу голові Сенату Томасу Гоменсоро.
Надалі не обіймав важливих державних посад за винятком 1877 року, коли під час президентства Лоренцо Латорре йому доручили сформувати комісію для повернення країни до нормального політичного життя.
1882 року президент Максімо Сантос присвоїв Батльє звання бригадного генерала. Надалі Батльє був змушений виїхати у вигнання до Буенос-Айреса, та повернувся на батьківщину лише 1886 року після усунення Сантоса від влади.